# Coppa d'Asia 1956
La Coppa d'Asia 1956 è stata la 1ª edizione del massimo torneo di calcio asiatico per squadre nazionali maggiori maschili. La fase finale si è svolta a Hong Kong tra il 1º e il 15 settembre 1956 e fu vinta dalla Corea del Sud.

## Qualificazioni
Hong Kong è qualificata automaticamente alla fase finale come Nazionale organizzatrice della manifestazione.
I tre posti rimanenti sono stati assegnati mediante un percorso di qualificazione che ha visto la partecipazione di 19 rappresentative e lo svolgimento di otto incontri tra il 25 febbraio e il 2 settembre 1956.

## Stadi
Le gare si sono disputate nel Government Stadium di Hong Kong.
| Hong Kong | Hong Kong          |
| --------- | ------------------ |
| Hong Kong | Government Stadium |
| Hong Kong | Capienza: 28,000   |
| Hong Kong |                    |

## Squadre qualificate

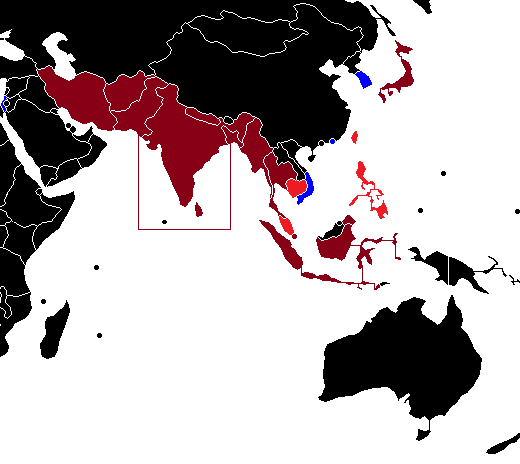
Qualificate
Non qualificate
Ritirate prima dell'inizio della competizione
Non partecipanti
Not membro dell'AFC

Qualificate
     Non qualificate
     Ritirate prima dell'inizio della competizione
     Non partecipanti
     Not membro dell'AFC
| Pr. | Squadra         | Data di qualificazione certa | Partecipante in quanto                                         | Ultima presenza |
| --- | --------------- | ---------------------------- | -------------------------------------------------------------- | --------------- |
| 1   | Hong Kong       |                              | Rappresentativa della nazione organizzatrice della fase finale | Esordiente      |
| 2   | Israele         | 1956                         | Vincitrice del Gruppo 1 di qualificazione                      | Esordiente      |
| 3   | Vietnam del Sud | 24 maggio 1956               | Vincitrice del Gruppo 2 di qualificazione                      | Esordiente      |
| 4   | Corea del Sud   | 2 settembre 1956             | Vincitrice del Gruppo 3 di qualificazione                      | Esordiente      |

## Risultati
| Hong Kong 1º settembre 1956, ore 19:00 UTC+8                                      | Hong Kong | 2 – 3                       | Israele | Government Stadium (30,000 spett.) |
| \| \| \| \| \| Au Chi Yin 12’, 66’ \| Marcatori \| 37’ 76’ Glazer 69’ Stelmach \| |           |                             |         |                                    |
|                                                                                   |           |                             |         |                                    |
| Au Chi Yin 12’, 66’                                                               | Marcatori | 37’ 76’ Glazer 69’ Stelmach |         |                                    |

| Hong Kong 6 settembre 1956, ore 19:00 UTC+8                                                            | Corea del Sud | 2 – 2                            | Hong Kong | Government Stadium (30,000 spett.) |
| \| \| \| \| \| Kim Ji-Sung 45’ Choi Kwang-Seok 62’ \| Marcatori \| 10’ Tang Yee Kit 39’ Ko Po Keung \| |               |                                  |           |                                    |
| |               |                                  |           |                                    |
| Kim Ji-Sung 45’ Choi Kwang-Seok 62’                                                                    | Marcatori     | 10’ Tang Yee Kit 39’ Ko Po Keung |           |                                    |

| Hong Kong 8 settembre 1956, ore 19:00 UTC+8                                        | Corea del Sud | 2 – 1        | Israele | Government Stadium (20,000 spett.) |
| \| \| \| \| \| Woo Sang-Kwon 52’ Sung Nak-Woon 64’ \| Marcatori \| 71’ Stelmach \| |               |              |         |                                    |
|                                                                                    |               |              |         |                                    |
| Woo Sang-Kwon 52’ Sung Nak-Woon 64’                                                | Marcatori     | 71’ Stelmach |         |                                    |

| Hong Kong 9 settembre 1956, ore 19:00 UTC+8                                                                | Vietnam del Sud | 2 – 2                                   | Hong Kong | Government Stadium (30,000 spett.) |
| \| \| \| \| \| Trần Văn Tổng 30’ Lê Hữu Đức 64’ \| Marcatori \| 59’ (rig.) Chu Wing Wah 79’ Lau Chi Lam \| |                 |                                         |           |                                    |
| |                 |                                         |           |                                    |
| Trần Văn Tổng 30’ Lê Hữu Đức 64’                                                                           | Marcatori       | 59’ (rig.) Chu Wing Wah 79’ Lau Chi Lam |           |                                    |

| Hong Kong 12 settembre 1956, ore 19:00 UTC+8                          | Israele   | 2 – 1             | Vietnam del Sud | Government Stadium (15,000 spett.) |
| \| \| \| \| \| Stelmach 14’, 27’ \| Marcatori \| 58’ Trần Văn Tổng \| |           |                   |                 |                                    |
|                                                                       |           |                   |                 |                                    |
| Stelmach 14’, 27’                                                     | Marcatori | 58’ Trần Văn Tổng |                 |                                    |

| Hong Kong 15 settembre 1956, ore 19:00 UTC+8                                                                                                  | Corea del Sud | 5 – 3                                | Vietnam del Sud | Government Stadium (11,000 spett.) |
| \| \| \| \| \| Sung Nak-Woon 5’ Woo Sang-Kwon 41’ (rig.), 58’ Choi Chung-Min 57’, 66’ \| Marcatori \| 20’ Trải Văn Đào 51’, 63’ Lê Hữu Đức \| |               |                                      |                 |                                    |
| |               |                                      |                 |                                    |
| Sung Nak-Woon 5’ Woo Sang-Kwon 41’ (rig.), 58’ Choi Chung-Min 57’, 66’                                                                        | Marcatori     | 20’ Trải Văn Đào 51’, 63’ Lê Hữu Đức |                 |                                    |

| Pos. | Squadra         | P.ti | G | V | P | S | GF | GS | DR |
| ---- | --------------- | ---- | - | - | - | - | -- | -- | -- |
| 1.   | Corea del Sud   | 5    | 3 | 2 | 1 | 0 | 9  | 6  | +3 |
| 2.   | Israele         | 4    | 3 | 2 | 0 | 1 | 6  | 5  | +1 |
| 3.   | Hong Kong       | 2    | 3 | 0 | 2 | 1 | 6  | 7  | -1 |
| 4.   | Vietnam del Sud | 1    | 3 | 0 | 1 | 2 | 6  | 9  | -3 |

| Vincitore Coppa d'Asia 1956 |
| --------------------------- |
| Corea del Sud Primo titolo  |

## Statistiche

### Classifica marcatori
4 reti
- Nahum Stelmach

3 reti
- Woo Sang-Kwon
- Lê Hữu Đức

2 reti
- Au Chi Yin
- Yehoshua Glazer

- Choi Chung-Min
- Sung Nak-Woon

- Trần Văn Tổng

1 rete
- Chu Wing Wah
- Ko Po Keung

- Lau Chi Lam
- Tang Yee Kit

- Choi Kwang-Seok
- Kim Ji-Sung

- Trải Văn Đào